# سنت جوزف (میشیگان)
سنت جوزف (به انگلیسی: St. Joseph) یک شهر در ایالات متحده آمریکا با جمعیت ۸٬۳۶۵ نفر است که در میشیگان واقع شده‌است.

## موقعیت جغرافیایی
موقعیت جغرافیایی شهرها و مناطق اطراف به شرح زیر است: